# Forte de Santo Inácio de Loyola
O Forte de Tamandaré , também conhecido como Fortaleza da Barra Grande, é uma fortificação localizada na enseada de Tamandaré, município de Tamandaré, ao sul do cabo de Santo Agostinho, no estado brasileiro de Pernambuco.
Sebastião da Rocha Pita menciona dois fortes em Tamandaré, um sob a invocação da Santa Cruz (Forte da Santa Cruz), outro sob a invocação de Santo Inácio (Forte de Santo Inácio), com planta no formato quadrangular, abaluartados e com muita artiharia (História da América portuguesa, desde o ano de mil e quinhentos de seu descobrimento até o de mil setecentos e vinte e quatro. 1730. apud: GARRIDO, 1940:75).

## História

### Antecedentes: a guerra brasílica
A enseada de Tamandaré era reputado como um dos melhores ancoradouros na capitania de Pernambuco, superior inclusive ao do cabo de Santo Agostinho, uma vez que era capaz de se abrigar, "de todos os ventos", embarcações de maior calado, com até dezoito pés. Na realidade, compreendia duas áreas: um ancoradouro de pequenas dimensões a norte, abrigado dos ventos, com profundidades de 8 a 9 metros e outra, oposta, desabrigada, que não comportava embarcações maiores.
No contexto da segunda das Invasões holandesas do Brasil (1630-1654), Domingos Luís, um piloto experiente desta costa, em 1635 teria recomendado que as tropas de D. Luís Rojas Y Borja desembarcassem em Tamandaré, pois ali "poderiam surgir entre 30 e 40 galeões".
De qualquer modo, a enseada de Tamandaré recebeu o desembarque das forças de Salvador Correia de Sá e Benevides (Junho de 1645) (SOUZA, 1885:85). GARRIDO (1940) compreende que, na ocasião (Julho de 1645), o Mestre-de-Campo João Fernandes Vieira (1602-1681) fez erguer um reduto de campanha para defesa desse ancoradouro (op. cit., p. 74). Pouco mais tarde, a frota do Almirante holandês Jan Cornelisz Lichthart aí encontrou, e destruiu, a armada do Capitão-mor de Mar Jerônimo Serrão de Paiva (Batalha da baía de Tamandaré, 9 de Setembro de 1645), abandonada pela frota de Salvador Correia de Sá e Benevides que, receoso da sua carga de açúcar, havia fugido diretamente a Lisboa.
Esta fortificação, com planta no formato quadrado, foi conquistada pelas forças neerlandesas do Almirante Lichthart, que lhe procederam reparos e a ampliaram. Posteriormente recuperada por forças portuguesas, foi guarnecida por tropas de Salvador Correia de Sá e Benevides (Julho de 1646) (GARRIDO, 1940:74). SOUZA (1885), entretanto, entende ter sido esta última data a de início da fortificação, concordando com o nome de Vieira (op. cit., p. 85).
Abandonado ao final da campanha após 1654, o forte foi reconstruído em 1677 pelo mesmo João Fernandes Vieira, agora no cargo de Superintendente das Obras de Fortificação da Capitania de Pernambuco. As obras receberam grande apoio dos moradores locais, que colaboraram fornecendo materiais de construção, mão-de-obra, carros e animais. As pedras foram trazidas, via marítima, de Porto Calvo nas Alagoas.
Novos trabalhos foram procedidos no forte a partir de 1683, sob direção do Mestre Francisco Pinheiro (que empreitou as obras), concluídos em 1691. A capela do forte, entretanto, só foi construída em 1780, sob a invocação de Santo Inácio.

### O forte oitocentista
Esta estrutura foi reconstruída pelo Governador e Capitão-general da Capitania de Pernambuco, Caetano Pinto de Miranda Montenegro (1804-1817), a partir de 1808 (GARRIDO, 1940:74), recebendo formato de um polígono quadrangular com baluartes pentagonais nos vértices, em estilo Vauban. Pelo lado de terra erguia-se edificação de dois pavimentos, contendo as dependências de serviço (Corpo da Guarda, Calabouço, Casa da Palamenta, Casa da Pólvora, Quartel da Tropa, Cozinha, Casa do Comando). Estava guarnecida por um Sargento-mór, um Tenente, um Capitão, um Sargento, um Condestável (chefe dos artilheiros), um Almoxarife, e um destacamento de infantaria compreendendo um Alferes, um Sargento, um Tambor, 40 soldados fuzileiros e dois artilheiros, artilhada com vinte e oito peças (vinte e quatro de ferro e quatro de bronze), de diferentes calibres (GARRIDO, 1940:75).
Sofreu reparos em 1822, sob a direção de seu comandante, o Major de Engenheiros Conrado Jacob de Niemeyer. Uma planta, datada de Outubro de 1825, apresenta o baluarte SE ainda por construir.
Durante a viagem que fez às províncias do Norte, de 1859 a 1860, o imperador D. Pedro II (1840-1889) visitou suas dependências (13 de Dezembro de 1859). Na ocasião, o almirante Joaquim Marques Lisboa, no comando da "fragata a vapor Amazonas" (que conduziu o imperador, a imperatriz e a comitiva de volta ao Recife), pediu permissão ao imperador permissão, para que ele recolhesse os osso do irmão, Manoel Marques Lisboa, revolucionário da Confederação do Equador, a fim de conduzi-los ao jazigo da família no Rio de Janeiro. Observam os biógrafos que, embora o irmão do almirante fosse um inimigo declarado do Império, o Imperador concedeu-lhe a permissão pedida, e ainda a de que salvasse a artilharia da fragata em homenagem aquele combatente. Meses mais tarde, o imperador demonstrou novamente o seu reconhecimento ao almirante pelos relevantes serviços prestados à nação, concedendo-lhe o título de "barão de Tamandaré".
SOUZA (1885) informa que, à época (1885), estava classificado como fortificação de 2ª Classe (op. cit., p. 85), quando estava artilhada com dezoito peças (GARRIDO, 1940:75). Serviu como prisão política, para prisioneiros em trânsito para a Capital ou para o arquipélago de Fernando de Noronha.

### Os nossos dias
Abrigando o Farol de Tamandaré desde 1902, encontra-se sob jurisdição da Marinha do Brasil desde 1978. Em 1991 recebeu uma placa comemorativa, que reza: Foi reedificada esta fortaleza sendo governador o capitão-general Caetano Pinto de Miranda Monte Negro no ano da era cristã 1812-1991.
Foi avaliado pelo Laboratório de Arqueologia da Universidade Federal de Pernambuco em Setembro de 1997.

## Características

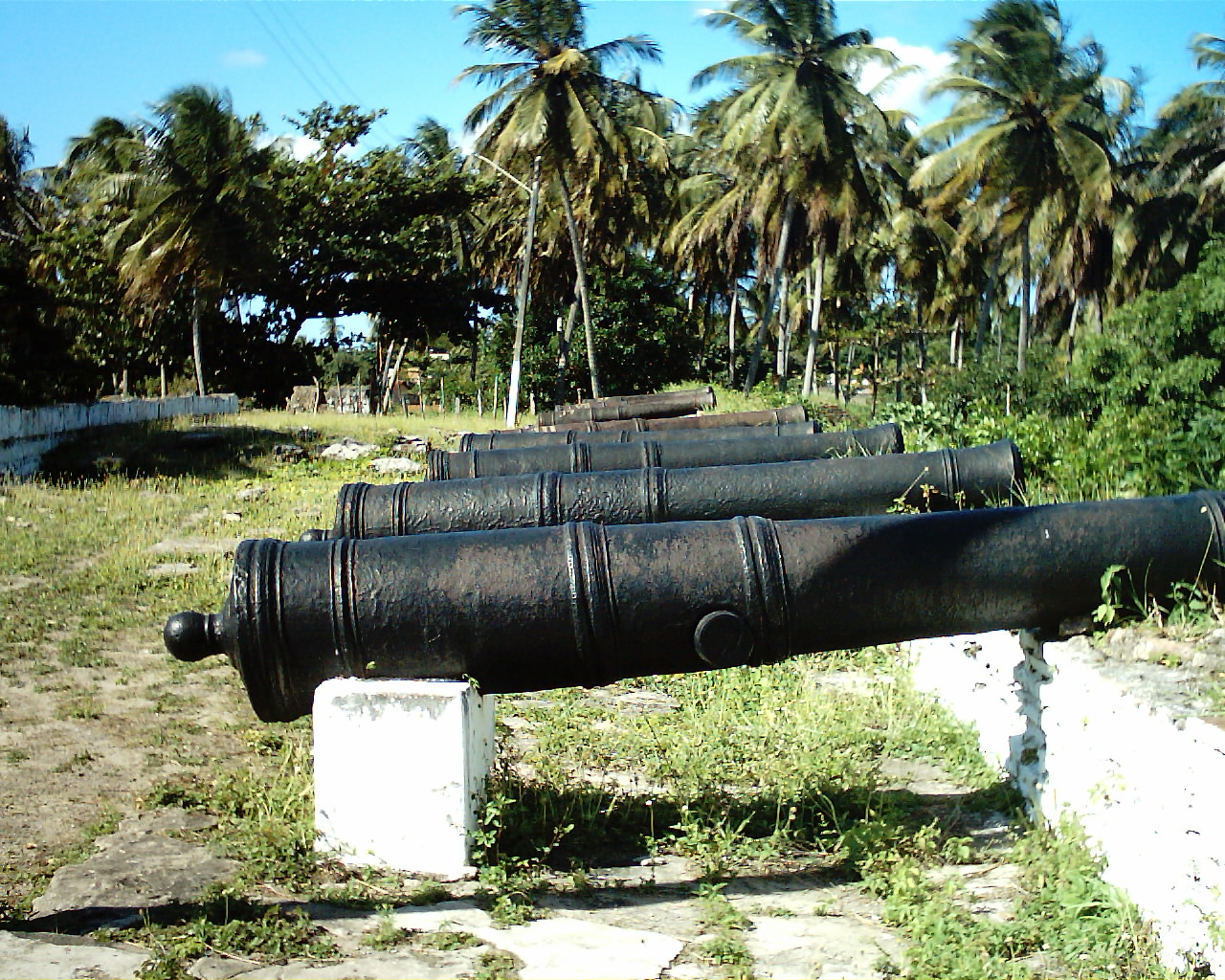
Forte de Santo Inácio, Tamandaré, Brasil: canhões dispostos no terrapleno posterior, voltados para o mar.

O forte apresenta planta no formato quadrangular, com baluartes pentagonais nos vértices, em estilo Vauban. Os baluartes são ligados por terraplenos, em três, lados e pelo pavimento superior frontal.
A entrada do forte é feita por um portão em verga reta e no trânsito (passagem de entrada) podem ser observadas Seteiras. O portão era precedido por ponte móvel, porém tanto a rampa quanto o fosso já não existem mais.
Símbolo de Tamandaré, à exceção das fortificações de Fernando de Noronha, é hoje o único forte pernambucano fora da área metropolitana da capital Recife.